# هدى سعد
هدى سعد (22 نوفمبر 1981 -)، مغنية وملحنة وكاتبة مغربية.
ولدت في الدار البيضاء لعائلة فنية أيدوا رغبتها بدخول عالم الموسيقى، والدها الشاعر الغنائي أحمد سعـد، فتحت باب الكونسرفاتوار في سن ال 12.
زاد صوتها وشكلها المميز سرّعت شهرتها، شاركت في أضخم برنامج لاكتشاف الأصوات الصاعدة بالمغرب عام 1998 في برنامج «نجوم الغد» على شاشة القناة الثانية المغربية حيث احتلت المركز الثالث.
رغبة في تنويع موهبتها، واصلت هدى تعليمها الأكاديمي ثم توجهت إلى جنيف، للانضمام إلى معهد للموسيقى حيث تلقّت فيه أساس الموسيقى الغربية.
ولكن تعطي هدى سعد أهمية للأغاني المغربية باستمرار، حيث استعملت فنها لتعزيز التراث الموسيقي لبلادها.وأيضا اهتمت بلهجات شتى أنحاء العالم العربي. في عام 2008 شاركت في برنامج تلفزيوني عربي موسيقي ضخم (إكس فاكتور لبنان) في نسخته الثانية. وخروجها من المسابقة كان مبكراً لكنها جذبت اهتمام صاحب شركة روتانا، سليم الهندي. وفي عام 2009 أنتجت روتانا ألبومها الأول «ارتحت».
و قد لحنت وكتبت مجموعة أغانيها وحققت نجاحاً باهراً ومن بين أغانيها: متفكرنيش، بغيتو ولا كرهتو، ماصدق، طمني عليك.
من أغانيها الجديدة «على بالي حبيبي»، مع المغني العراقي ماجد المهندس.

## إصداراتها
- ألبوم "ارتحت "- 2008
- طير الحب - 2011
- الرسالة 2015
- بغيتو ولا كرهتو
- بسلامة [4]تنفيذ الإنتاج العربي ياسر عبيدي
- كراش 2023[5]
- مغربنا 2024[6]